# Senses Inherited
《Senses Inherited》是香港歌手張敬軒的個人音樂專輯，於2018年12月21日推出。
此專輯是張敬軒向林憶蓮於1996年推出的粵語專輯《感覺完美》作致敬而推出的作品，亦刻意找來有份參與《感覺完美》的音樂人周國儀（Mac Chew）為他整張唱片進行編曲工作（《天才兒童1985》除外）。值得一提的是，此專輯為香港樂壇少數能夠所有派台歌曲均於同年內榮獲四台冠軍歌美譽的粵語專輯。
國際唱片業協會（香港會）於2019年5月9日在香港舉行的新聞發布會上宣布《Senses Inherited》在一年內達到金唱片銷量。《Senses Inherited》打破多項紀錄，在香港唱片商會銷量榜10週冠軍，是過去10年最多冠軍週數唱片。

## 曲目列表
| 曲序     | 曲目                         |          | 作曲     | 製作人         | 备注                    | 时长  |
| -------- | ---------------------------- | -------- | -------- | -------------- | ----------------------- | ----- |
| 1.       | 20170201（純音樂）           |          | Mac Chew | 張敬軒         |                         | 1:04  |
| 2.       | 缺                           | 陳耀森   | 徐沛昕   | 張敬軒         |                         | 4:40  |
| 3.       | 天才兒童1985（編曲：伍樂城） | 黃偉文   | 伍樂城   | 伍樂城         |                         | 3:41  |
| 4.       | 明明他已離開妳               | 陳耀森   | 伍卓賢   | 張敬軒、FLIC.H |                         | 4:49  |
| 5.       | 潛水                         | 陳耀森   | 林家謙   | 張敬軒         |                         | 4:02  |
| 6.       | 形影不離                     | 陳耀森   | 林家謙   | 張敬軒、廖志華 | Demo名稱：Shadow (2016) | 5:51  |
| 7.       | John 14:27（純音樂）         |          | Mac Chew | 張敬軒         |                         | 0:54  |
| 8.       | 假以時日                     | 陳耀森   | 林家謙   | 張敬軒、廖志華 |                         | 4:30  |
| 9.       | 傾慕（原唱：林憶蓮）         | 李雄     | 李宗盛   | 張敬軒、廖志華 |                         | 4:39  |
| 10.      | 歲月靜好                     | 林若寧   | 伍卓賢   | 張敬軒、廖志華 |                         | 4:40  |
| 11.      | 裝睡的情人                   | 林若寧   | 伍卓賢   | 張敬軒、廖志華 |                         | 4:33  |
| 12.      | 百年樹木                     | 林若寧   | 伍卓賢   | 張敬軒、廖志華 |                         | 5:07  |
| 13.      | 培正東4號（純音樂）          |          | Mac Chew | 張敬軒         |                         | 1:33  |
| 总时长： | 总时长：                     | 总时长： | 总时长： | 总时长：       | 总时长：                | 50:01 |

## 專輯派台歌曲成績
| 年份 | 歌曲         | 最高排名 | 最高排名 | 最高排名 | 最高排名 | 最高排名 | 最高排名 | 最高排名 | 最高排名 |
| 年份 | 歌曲         | 903      | 週數     | RTHK     | 週數     | 997      | 週數     | TVB      | 週數     |
| ---- | ------------ | -------- | -------- | -------- | -------- | -------- | -------- | -------- | -------- |
| 2018 | 缺           | 1        | 9        | 1        | 9        | 1        | 10       | 1        | 7        |
| 2018 | 天才兒童1985 | 1        | 12       | 1        | 10       | 1        | 8        | 1        | 6        |
| 2018 | 潛水         | 1        | 10       | 1        | 9        | 1        | 8        | 1        | 6        |
| 2018 | 百年樹木     | 1        | 11       | 1        | 7        | 1        | 6        | 1        | 5        |
| 2019 | 裝睡的情人   | 17       | 1        | 1        | 6        | 2        | 6        | -        | -        |

## 獎項

### 專輯《Senses Inherited》
- 新城勁爆頒獎禮2018——勁爆專輯《Senses Inherited》
- 第四十二屆十大中文金曲頒獎典禮——最佳中文唱片獎 男歌手《Senses Inherited》

### 歌曲《缺》
- 2018年勁歌金曲優秀選第一回——得獎歌曲《缺》
- YouTube香港2018年度十大熱門廣東歌——第1位《缺》
- 2018 CASH金帆音樂獎——最佳男歌手演繹《缺》
- 第四十一屆十大中文金曲頒獎典禮——十大金曲獎 第一位《缺》
- 2018年度勁歌金曲頒獎典禮——勁歌金曲獎《缺》

### 歌曲《天才兒童1985》
- 2018年勁歌金曲優秀選第一回——得獎歌曲《天才兒童1985》
- YAHOO!搜尋人氣大獎2018——年度熱搜歌曲《天才兒童1985》
- 新城勁爆頒獎禮2018——勁爆播放指數歌曲《天才兒童1985》
- 2018年度叱咤樂壇流行榜頒獎典禮——專業推介叱咤十大 第五位《天才兒童1985》
- 2018年度勁歌金曲頒獎典禮——勁歌金曲獎《天才兒童1985》

### 歌曲《潛水》
- 2018年勁歌金曲優秀選第二回——得獎歌曲《潛水》

### 歌曲《百年樹木》
- 2018年勁歌金曲優秀選第二回——得獎歌曲《百年樹木》
- 谷撐音樂大獎2018——谷撐最強金曲《百年樹木》
- 2018年度叱咤樂壇流行榜頒獎典禮——叱咤樂壇我最喜愛的歌曲大獎《百年樹木》
- 2018年度勁歌金曲頒獎典禮——勁歌金曲獎《百年樹木》
- 2018年度勁歌金曲頒獎典禮——勁歌金曲金獎《百年樹木》
- 第四十二屆十大中文金曲頒獎典禮——十大金曲獎《百年樹木》

## 資料來源
1. ↑  傳承的是甚麼？　從林憶蓮《感覺完美》到張敬軒《Senses Inherited》 （页面存档备份，存于），SPILL，2018年12月27日
2. ↑  張敬軒年尾終於出新碟　物盡其用於百年古蹟大宅拍攝專輯靚相 （页面存档备份，存于），香港01，2018年12月20日